# Essel Group
Essel Group (également connu sous le nom de Zee Group) est un conglomérat multinational indien, dont le siège social est à Mumbai, en Inde. Le groupe a des intérêts commerciaux dans les médias de masse, les infrastructures et l'emballage,,. Fondée en 1926 sous le nom de Messrs Ramgopal Indraprasad par Jagannath Goenka, la société a été agrandie et transformée en Essel Group of Industries par son petit-fils, Subhash Chandra. Chandra fait partie de la famille Goenka (Goel) qui possède et exploite le groupe ; il était également le président de la société et un ancien membre du Rajya Sabha.
Connaissant des difficultés financières en 2019,, Essel a vendu plusieurs de ses actifs, notamment Essel Propack et des participations dans Zee Entertainment Enterprises,.

## Histoire

### 1926–1967
En 1926, Jagannath Goenka a fondé Messrs Ramgopal Indraprasad en tant qu'entreprise commerciale pour le commerce des céréales alimentaires au mandi (marché des produits) à Adampur, Hisar. En 1946, en raison des mauvais résultats obtenus à Adampur, l'entreprise déménage dans la ville de Hisar. Goenka a tenté d'étendre son activité en 1948 en créant une usine de polissage de légumineuses à Delhi, mais il a subi de lourdes pertes, l'obligeant à cesser ses activités à Delhi en 1951. Il a déplacé les machines de Delhi à Hisar, où il a pu réaliser des bénéfices réguliers en vendant des grains entiers polis au Gujarat et au sud de l'Inde. En 1966, l'entreprise exploitait une usine de dal et deux usines d'égrenage de coton.  

### 1967–1992
En 1967, l'entreprise subit une série de pertes, laissant la famille Goenka avec un déficit net de ₹ 600 000. Entre 1967 et 1968, les relations des Goenka au sein de la Food Corporation of India (FCI) ont aidé la famille à obtenir non seulement un contrat pour l'approvisionner en légumineuses polies et en orge nettoyée, mais également un contrat ultérieur pour le stockage de céréales alimentaires.
En 1973, le contrôle de la société a été transmis à Subhash Chandra, le petit-fils de Jagannath Goenka.
En 1976, l'entreprise prend le nom de Groupe Essel. Après avoir acquis un contrat de stockage avec la FCI la même année, Essel a créé une nouvelle filiale, Lamina Packers, pour fabriquer des matériaux d'emballage. En 1981, Essel a obtenu des contrats d’exportation lucratifs pour le riz et le soja grâce aux accords commerciaux bilatéraux entre l’Inde et l’URSS. Selon une estimation de 2014, la valeur nette du groupe Essel en 1982 était de plus de ₹crores ₹,.
En décembre 1982, Lamina Packers a été constituée sous le nom d'Essel Packaging, ce qui a marqué l'entrée en scène du groupe Essel dans l'industrie de l'emballage, le produit principal étant les unités de tubes laminés originaires de Lamina Packers. En 1983, le groupe a également commencé à investir dans un futur parc d'attractions à Mumbai. EsselWorld a ouvert ses portes six ans plus tard, devenant ainsi le premier parc d'attractions de l'Inde. Bien que le parc ait été en partie destiné à signaler que sa société mère souhaitait devenir une force majeure dans l'industrie du divertissement, EsselWorld n'a jamais été rentable jusqu'à sa fermeture en 2023,,,.

### 1992 à aujourd'hui
À partir de 1992, le groupe Essel a commencé à s'intéresser davantage à l'industrie du divertissement. Cette année-là, elle a incorporé Zee Telefilms Ltd et a ensuite cherché un endroit où le contenu de Zee pourrait être diffusé. Zee et Star TV ont conclu une coentreprise appelée Asia Today Ltd afin que Zee puisse louer un transpondeur au réseau satellite AsiaSat. L'accord de transpondeur a été signé en avril 1992 et Zee TV a commencé à diffuser le 1er octobre,. Il s'agissait de la première chaîne satellite en langue hindi de l'Inde et, en 1994, elle avait capturé 65 % des parts de marché du satellite. Zee TV est resté le leader du marché jusqu'en 2000.
En 1994, Essel Group a constitué Siti Cable pour devenir la filiale de distribution de Zee Telefilms. Siti fournirait un service de câble aux clients pour étendre la portée des chaînes satellite de Zee.
La société a continué à développer des chaînes de divertissement qui ont concurrencé avec succès Star India, une filiale de Star TV. En 1998, Essel/Zee s'est tourné vers le journalisme avec Zee News, la première chaîne d'information en langue hindi 24h/24 et 7j/7 en Inde.
En 2000, Zee Telefilms a mis fin à son partenariat avec Star TV en rachetant ses parts dans Asia Today Ltd. Star India était désormais libre de produire des programmes en hindi pour tenter de cibler le public local et d'attirer les téléspectateurs de Zee.
Star India ne sera pas le seul concurrent de Zee dans les années à venir. Les diffuseurs internationaux et régionaux ont grignoté la part de marché de Zee, certains de manière substantielle,. La domination de Zee News sur le marché a été brisée par l'émergence de chaînes concurrentes telles que Aaj Tak, STAR News et NDTV (après sa propre séparation de STAR News). Pour tenter d'obtenir un avantage concurrentiel, Zee Telefilms a conclu une coentreprise avec Turner Broadcasting System en 2002 afin que les forfaits d'abonnement de Zee puissent inclure les chaînes d'abonnement de Turner telles que Cartoon Network, Pogo et HBO aux côtés des chaînes Zee Telefilm. Essel avait également de grands espoirs pour un autre marché et davantage de téléspectateurs lorsque, par l'intermédiaire de sa filiale Dish TV, elle a lancé la première télévision directe à domicile en Inde le 2 octobre 2003.
En 2006, Essel a séparé Zee Telefilms Ltd en trois sociétés : Zee News Ltd, la filiale de diffusion d'informations du groupe ; Wire & Wireless India Ltd (plus tard renommée Siti Networks ), la filiale de distribution par câble ; et Zee Telefilms Ltd, qui est restée la branche de diffusion directe au grand public du groupe. (Un an plus tard, Zee Telefilms Ltd a été renommée Zee Entertainment Enterprises Ltd, et en 2013, Zee News Ltd est devenue Zee Media Corporation Ltd. ),.
Zee Telefilms essayait à cette époque d'entrer dans la diffusion sportive indienne, mais l'acquisition des droits de diffusion du cricket s'est avérée très difficile. En 2004, Zee a brièvement obtenu les droits du Board of Control for Cricket in India (BCCI), mais le contrat a été annulé à la suite d'une plainte légale concernant la conduite de la vente aux enchères des droits. En 2005, Zee a lancé la chaîne Zee Sports et, l'année suivante, elle a acheté Taj Television, qui exploitait les dix chaînes sportives.
Après des années d'échec pour obtenir les droits de diffusion du cricket, les sociétés Zee ont financé en 2007 leur propre Ligue indienne de cricket (ICL) et ont télédiffusé ses matchs, mais elle n'a jamais gagné en popularité et a été progressivement supprimée après deux saisons. Sous son propre nom, le groupe Essel a lancé cette année-là le Mumbai Football Club, qui, bien qu'il ait survécu à l'investissement d'Essel dans la diffusion sportive, a disparu en 2019.
En 2016, Zee a décidé de réduire ses pertes et a vendu tous ses actifs de diffusion sportive à Sony. La coentreprise de distribution avec Turner India a pris fin en 2018.
En 2019, Zee Entertainment Enterprises Ltd (ZEEL) était la seule société génératrice de bénéfices du groupe Essel ; le groupe avait accumulé une dette globale d'environ ₹ 000 crores de roupies. Au cours de l'année suivante, le groupe Essel a vendu une partie de ses actions nanties dans ZEEL pour rembourser une partie de sa dette. Invesco Oppenheimer a acquis une participation de 11 % dans la société, tandis que celle du groupe Essel a diminué à 22,37 %,.

## Actifs

### Zee Media Corporation (participation de 4,34%)
La Zee Media Corporation Limited (en abrégé ZMCL ; anciennement Zee News Limited) est la société de diffusion d'informations du groupe Essel. La société exploite une constellation de chaînes d'information sous la marque Zee, y compris la chaîne d'information en langue anglaise WION. La chaîne Zee News est la chaîne phare de l'entreprise. La Zee Media Corporation possède et exploite également la plateforme de distribution ZEE5.
Elle était impliquée dans une coentreprise avec le groupe Dainik Bhaskar pour la publication du journal Daily News & Analysis, mais le journal a été abandonné en 2019 après avoir subi des pertes. La société gère également le Zee Institute of Media Arts (ZIMA) qui appartient à Zee Learn, la filiale scolaire du groupe Essel.
La Zee Media Corporation était autrefois une filiale de Zee Telefilms Ltd (rebaptisée plus tard Zee Entertainment Enterprises) et existait sous le nom de Zee News Limited. Elle a été scindée en société distincte du groupe Essel en 2006. Zee News Limited a été renommée Zee Media Corporation en 2013.

#### Chaînes exploitées par Zee Media Corporation
| Canal                                | Lancé | Langue   | Catégorie | Disponibilité SD/HD | Remarques          |
| Nouvelles de Zee                     | 1999  | hindi    | Nouvelles | SD                  | Version HD à venir |
| Zee Bharat                           | 2017  | hindi    | Nouvelles | SD                  |                    |
| Zee Affaires                         | 2005  | hindi    | Nouvelles | SD                  |                    |
| Zee 24 Ghanta                        | 2007  | bengali  | Nouvelles | SD                  |                    |
| Langue Kannada                       | 2006  | Kannada  | Nouvelles | SD                  |                    |
| WION                                 | 2016  | Anglais  | Nouvelles | SD                  | Version HD à venir |
| Zee 24 Taas                          | 2007  | Marathi  | Nouvelles | SD                  |                    |
| Zee 24 Kalak                         | 2017  | Gujarati | Nouvelles | SD                  |                    |
| Le Rajasthan en mer                  | 2013  | hindi    | Nouvelles | SD                  |                    |
| État de l'Uttar Pradesh, Uttarakhand | 2017  | hindi    | Nouvelles | SD                  |                    |
| Zee Madhya Pradesh Chhattisgarh      | 2017  | hindi    | Nouvelles | SD                  |                    |
| Zee Pendjab Haryana Himachal         | 2013  | hindi    | Nouvelles | SD                  |                    |
| Zee Bihar Jharkhand                  | 2017  | hindi    | Nouvelles | SD                  |                    |
| Zee Salam                            | 2010  | Ourdou   | Nouvelles | SD                  |                    |

#### Chaînes disparues/anciennes
| Canal          | Langue   | Catégorie | Disponibilité SD/HD | Remarques |
| Zee 24 Gantalu | Télougou | Nouvelles | SD                  |           |
| Zee Odisha     | Odia     | Nouvelles | SD                  |           |

### Siti Networks (participation de 6,1%)
Siti Networks Limited (en abrégé SNL ; anciennement Wire & Wireless India Limited ; alternativement Siti Cable ) est l'opérateur multi-système du groupe Essel. Elle fournit des services de distribution par câble pour la consommation des ménages. Fondée en 1994 en tant que filiale de Zee Telefilms Ltd (rebaptisée plus tard Zee Entertainment Enterprises), elle a été fondée en tant que société distincte du groupe Essel à la suite de la scission de Zee Telefilms en 2006.
En octobre 2021, il a été signalé que les promoteurs n'avaient plus que 6,1% du capital de Siti Networks.

### Dish TV (participation de 4,04%)
DishTV India Limited (abrégé en DTIL, stylisé en dishtv ) est une société de fourniture de télévision Direct to Home (DTH) qui fournit un service DTH via plusieurs marques telles que Dish TV, d2h et Zing Digital. Dish TV a été lancé le 2 octobre 2003 en tant que fournisseur DTH du groupe Essel et a fusionné avec Videocon D2H le 22 mars 2018,. Le groupe Essel conserve une participation de 55 % dans la société tandis que le groupe Videocon conserve une participation de 45 %. Il est devenu le plus grand fournisseur DTH en Inde après la fusion. La société est également partenaire de MX Player, propriété du Times Group, pour les services de streaming.
En mai 2021, il a été signalé que la participation des promoteurs dans Dish TV était tombée à seulement 5,67 % et que Yes Bank était devenu le plus grand actionnaire de Dish TV. La participation a encore diminué pour atteindre 4,04 % d'ici 2023.

### Zee Entertainment Enterprises (participation de 3,99%)
Zee Entertainment Enterprises Limited (en abrégé ZEEL ; anciennement Zee Telefilms Limited ) est une société de diffusion de médias et de divertissement. C'était la principale société génératrice de bénéfices du groupe Essel. Elle possède une constellation de chaînes de divertissement sous la marque Zee et les chaînes sous les marques Living Entertainment, Big et « & ». La Zee Entertainment Enterprise possède et exploite également le label de disques Zee Music Company et le studio de cinéma Zee Studios.
La société a été constituée en 1992 sous le nom de Zee Telefilms Limited, l'entreprise du groupe Essel dans les médias de masse. Elle a lancé sa chaîne de télévision phare, Zee TV, le 1er octobre 1992. En 2006, deux filiales de la société ont été séparées de Zee Telefilms Ltd et séparées en ententes distinctes sous le groupe Essel. Zee News Ltd (rebaptisée plus tard Zee Media Corporation) est devenue la filiale de diffusion d'informations du groupe tandis que Wire & Wireless India Limited (rebaptisée plus tard Siti Networks ) est devenue la société de distribution par câble du groupe. Après la ségrégation, Zee Telefilms a été rebaptisée Zee Entertainment Enterprises.
Entre 2002 et 2018, Zee Entertainment Enterprises a participé à une coentreprise avec la marque de distribution américaine Turner India pour la distribution de chaînes en Inde, au Népal et au Bhoutan. La société a été impliquée dans la diffusion sportive entre 2004 et 2016. Elle a lancé sa propre ligue privée de cricket, l'Indian Cricket League, qui a eu lieu deux saisons entre 2007 et 2009, mais la ligue n'a pas réussi à gagner du terrain. En 2016, elle a vendu tous ses actifs de diffusion sportive à Sony.
En 2020, la société a subi des réductions successives de revenus et a fait l'objet d'enquêtes de la part de la Direction de l'application de la loi,. Le groupe Essel a cédé une partie de ses actions dans la société pour le remboursement des cotisations en suspens, réduisant sa participation dans la société à 22,37 %, une grande partie de la participation restante étant toujours nantie en garantie des cotisations restantes.
En septembre 2021, ZEEL a annoncé sa fusion avec Sony Pictures Networks India.
En octobre 2021, il a été rapporté que le fondateur Subhash Chandra et son fils, Punit Goenka, détenaient ensemble seulement 3,99 % des parts de Zee Entertainment.
Le 22 décembre, le conseil d'administration de Zee Entertainment Enterprises a approuvé la fusion avec Sony Pictures Networks India et est maintenant en attente de l’approbation du gouvernement.

### Zee Learn (participation de 15,05%)
Zee Learn Limited (en abrégé ZLL; officieusement appelée Zee Schools) est la société d'éducation à but lucratif du groupe Essel. Constituée en 1958, la société n'a commencé ses activités qu'en 2010. Zee Learn a fondé les chaînes d'écoles privées Kidzee préscolaires et Mount Litera Zee K-12 écoles. En 2019, il y avait plus de 1 900 écoles maternelles Kidzee et 120 écoles Mount Litera Zee à travers l'Inde et trois instituts d'enseignement supérieur ; le Zee Institute of Media Arts (ZIMA), le Zee Institute of Creative Arts (ZICA) et l'Université Himgiri Zee, Dehradun (HZU). La société a également promu et exploité la chaîne ZeeQ de Zee Entertainment Enterprises. La société de coaching étudiant MT Educare est devenue une filiale de Zee Learn à la suite d'une acquisition en mai 2018. Elle est inactive depuis 2020 et est devenue une filiale directe de Zee Entertainment Enterprises malgré une cotation en bourse distincte.

### Autres
Le groupe possédait et exploitait les parcs d'attractions « Essel World » et « Water Kingdom » à Mumbai. Essel World a été l'un des premiers parcs d'attractions en Inde ; il a été fermé en avril 2023.
La raffinerie d'or de Shirpur utilise la marque Zee Gold dans le cadre d'une coentreprise avec le groupe Essel pour la commercialisation des produits de la raffinerie ; le groupe Essel reçoit des redevances de 20 % sur le bénéfice net pour l'utilisation de la marque. La raffinerie est récemment devenue publique, diluant la participation du groupe Essel à 43,66 %.
Le groupe exploitait également la loterie en ligne Playwin au Sikkim. La loterie a cependant cessé ses activités en 2020, à la suite de la vente d'actifs par le groupe Essel pour le remboursement de dettes en cours.
Le groupe Essel a fondé et exploité Essel Propack jusqu'à la vente de sa participation en 2019.
Entre 2020 et 2021, Essel Group a vendu le portefeuille de prêts MPME d'Essel Finance à Adani Capital et Essel Mutual Fund à Navi Group.

## Controverse

### Zee Entertainment Enterprises Limited (Litige entre promoteurs)
Le 11 septembre 2021, Invesco a demandé à la direction de Zee de convoquer une « assemblée générale extraordinaire » (AGE) des actionnaires pour examiner ses demandes. L'une des principales revendications était le limogeage de Punit Goenka, fils du fondateur de Zee Network. Cependant, le conseil d'administration de Zee a rejeté la demande d'Invesco de convoquer une assemblée générale extraordinaire. Invesco Developing Market Funds s'adresse au National Company Law Tribunal (NCLT) et à la Haute Cour de Bombay, pour demander une ordonnance obligatoire pour Zee Enterprises Entertainment Limited (ZEEL) de convoquer l'assemblée générale extraordinaire (AGE) que l'actionnaire réclame,.
OFI Global China Fund, qui a également déplacé le NCLT avec Invesco, a fait remarquer lors de l'audience que la réunion que le conseil d'administration de Zee Entertainment avait tenue le 1er octobre n'était qu'une formalité juridique et qu'il s'agissait d'un cas classique de Forum shopping.
Le 11 octobre 2021, Invesco, a écrit une lettre ouverte aux autres actionnaires disant qu'ils étaient déçus que la direction de Zee ait eu recours à une campagne de relations publiques imprudente en réponse à la demande écrasante des actionnaires pour des changements de direction au sein du réseau Zee. Ils avaient également tenté de fusionner Zee avec une autre société indienne début 2021, mais le conseil d'administration de Zee l'avait rejeté.
Le conseil d'administration de Zee a répondu à la lettre ouverte d'Invesco en affirmant qu'il ne se souciait pas de l'entreprise et qu'Invesco n'était pas motivée par des préoccupations liées à un quelconque problème de gouvernance d'entreprise mais « par les événements survenus en février-avril 2021, indiquant qu'Invesco avait l'intention de conclure un accord avec Reliance Industries.
Reliance Industries Ltd (RIL) a déclaré avoir proposé de fusionner toutes ses propriétés médiatiques avec Zee Entertainment à des valorisations équitables lors de discussions en février et mars 2021 que la société d'investissement américaine Invesco a aidé à organiser avec le directeur général et membre de la famille fondatrice de la société de médias et de divertissement.
Le 21 octobre, la Haute Cour de Bombay a demandé au conseil d'administration de Zee de convoquer une AGE comme l'exigeait l'actionnaire Invesco, et l'avocat représentant Zee Entertainment a déclaré que la société informerait le tribunal de la date de l'AGE d'ici le matin du 22 octobre,.
Le 7 décembre, Invesco se dirige vers une résolution, Invesco devait soutenir l'accord de fusion avec Sony à condition que la famille Goenka n'obtienne aucune participation préférentielle.
Le 22 décembre, le conseil d'administration de Zee Entertainment Enterprises a approuvé la fusion avec Sony Pictures Networks India.